# Eissport-Verband Baden-Württemberg
Der Eissport-Verband Baden-Württemberg ist der für Baden-Württemberg zuständige Fachverband der Eissport und der drittgrößte Eissportverband Deutschlands. Gegründet wurde der Verband 1972. Sein Sitz ist in Mannheim und er ist Mitglied des Landessportverband Baden-Württemberg. Er ist unterteilt in die Fachsparten Eishockey, Eiskunstlauf, Eisstocksport, Eisschnelllauf und Curling und Mitglied der entsprechenden nationalen Sportverbände.

## Vorgeschichte und Gründung
Nach dem Zweiten Weltkrieg organisierten sich die Eis- und Rollsportler in den Bundesländern Baden, Württemberg-Baden und Württemberg-Hohenzollern im Badischen Eis- und Rollsportverband BERV beziehungsweise Württembergischen Eis- und Rollsportverband WERV. 1952 spalteten sich die fünf südbadischen Vereine im Südbadischen Eis- und Rollsportverband SBERV ab. Im gleichen Jahr fusionierten die drei Bundesländer zu Baden-Württemberg.
Ab 1967 gab es Diskussionen, die drei Verbände im Land zu vereinen. Schließlich gründeten die Eissportvereine am 14. Oktober 1972 in Achern den Eissport-Verband Baden-Württemberg, während die Rollsportvereine neue Verbände für (Nord-)Baden, Württemberg und Südbaden gründeten.

## Eishockey
Im Eishockey richtet der EBW im Seniorenbereich die Regionalliga Süd-West (vierthöchste Spielklasse) und die Landesliga Baden-Württemberg (fünfthöchste Klasse) mit insgesamt 18 Mannschaften aus. 
Daneben organisiert der EBW die Frauen-Landesliga Baden-Württemberg und Landesligen in allen Nachwuchsklassen.
Aus dem Bereich des EBW spielen derzeit sieben Vereine in den Ligen der DEL bzw. des DEB:
- Adler Mannheim (DEL)
- Schwenninger Wild Wings (DEL)
- SC Bietigheim-Bissingen Steelers (DEB-OL Süd)
- Ravensburg Towerstars (DEL2)
- EHC Freiburg Wölfe (DEL2)
- Heilbronner Falken (DEB-OL Süd)
- ESG Esslingen (DFEL)

### Sieger der Baden-Württemberg-Liga und Landesliga 1984 bis 2009
| Saison  | Baden-Württemberg-Liga     | Liga | Landesliga                                   | Liga |
| ------- | -------------------------- | ---- | -------------------------------------------- | ---- |
| 1979/80 | FC Konstanz                | V    |                                              | V I  |
| 1981/82 | ERC Göppingen              | V    |                                              | V I  |
| 1984/85 | Schwenningen 1b            | V    | ESS Wernau                                   | V I  |
| 1985/86 | EHC Freiburg 1b            | V    | EV Lindau                                    | V I  |
| 1986/87 | ERC Waldbronn              | V    | EC Ulm/Neu-Ulm                               | V I  |
| 1987/88 | EHC Wernau                 | V    | ?                                            | V I  |
| 1988/89 | EV Lindau                  | V    | Canadians Baden-Söllingen                    | V I  |
| 1989/90 | Sportfreunde Neckarsulm    | V    | EC Eppelheim 1b *                            | V I  |
| 1990/91 | ESC Bad Liebenzell         | V    | EC Eppelheim 1b *                            | V I  |
| 1991/92 | EC Stuttgart               | V    | ESG Esslingen 1b                             | V I  |
| 1992/93 | EV Wernau                  | V    | EC Eppelheim 1b (West)/Schwenningen 1b (Ost) | V I  |
| 1993/94 | EC Stuttgart               | V    | EC Eppelheim (West)/ESG Esslingen (Ost)      | V I  |
| 1994/95 | SG Wernau/Esslingen        | IV   |                                              | V    |
| 1995/96 | ESV Hügelsheim             | IV   | TV Pforzheim 1834                            | V    |
| 1996/97 | EC Eppelheim               | IV   |                                              | V    |
| 1997/98 | ESV Hügelsheim             | IV   |                                              | V    |
| 1998/99 | Schwenninger ERC 2.        | V    |                                              | V I  |
| 1999/00 | Stuttgarter EC             | V    | ESC Bad Liebenzell                           | V I  |
| 2000/01 | Stuttgart Wizards          | V    | EC Atlantis Ulm                              | V I  |
| 2001/02 | EC Ulm/Neu-Ulm             | V    | Mannheimer ERC 1b                            | V I  |
| 2002/03 | Stuttgart Wizards          | I V  | ESC Bad Liebenzell                           | V    |
| 2003/04 | ESV Hügelsheim             | I V  | Stuttgart 1b                                 | V    |
| 2004/05 | SC Bietigheim-Bissingen 1b | I V  | Heilbronn 1b                                 | V    |
| 2005/06 | Mannheimer ERC             | I V  | Eisbären Heilbronn                           | V    |
| 2006/07 | Stuttgart Rebels           | I V  | ESC Bad Liebenzell                           | V    |
| 2007/08 | Mannheimer ERC             | I V  | VfR Pforzheim                                | V    |
| 2008/09 | Mannheimer ERC             | I V  | Stuttgarter EC 1b                            | V    |

- Ab der Saison 2009/10 wurde die Baden-Württemberg-Liga in Regionalliga Süd-West umbenannt.

### Sieger der Landesliga Baden-Württemberg ab 2009
| - 2009/10 Blue Gold Stars Pforzheim - 2010/11 Baden Rhinos Hügelsheim - 2011/12 ESG Esslingen - 2012/13 Mad Dogs Mannheim - 2013/14 Heilbronner EC 1b - 2014/15 Mad Dogs Mannheim - 2015/16 Pforzheim Bisons | - 2016/17 Mad Dogs Mannheim - 2017/18 EHC Freiburg 1b - 2018/19 ESG Esslingen - 2019/20 1. CfR Pforzheim - 2020/21 nicht ausgespielt - 2021/22 Schwenninger ERC - 2022/23 Schwenninger ERC |

- Als fünfthöchste Spielklasse im deutschen Ligasystem eingestuft.